# Bolgyán
Bolgyán (szerbül: Буђановци / Buđanovci) település Szerbiában, a Vajdaságban, a Szerémségi körzetben, Ruma községben.

## Története
A falu kapott egy rövid világhírnevet, amikor jugoszláv hadsereg lelőtt egy amerikai F-117A lopakodó bombázót falu közelében az 1999-es NATO-bombázás során.

## Demográfiai változások
| 1948 | 1953 | 1961 | 1971 | 1981 | 1991 | 2002 |
| ---- | ---- | ---- | ---- | ---- | ---- | ---- |
| 2274 | 2389 | 2392 | 2260 | 1991 | 1848 | 1757 |